# Perdita werneri
Perdita werneri är en biart som beskrevs av Timberlake 1968. Perdita werneri ingår i släktet Perdita och familjen grävbin. Inga underarter finns listade i Catalogue of Life.